# Uniczowy
Uniczowy – historyczna wieś na terenie obecnych Katowic, z której to w XV wieku wyodrębniono obecne dzielnice miasta: Piotrowice, Podlesie i Zarzecze. 
Uniczowy istniały już prawdopodobnie w XII wieku i był jedną z najstarszych osad w ówczesnym państwie pszczyńskim. Wieś ta miała charakter rolniczy. Jest to też najwcześniej wzmiankowana osada w granicach współczesnych Katowic, o której pierwsza wzmianka pochodzi z 1287 roku (wg innych źródeł pierwsza wzmianka o Uniczowach pochodzi z 1467 bądź 1468 roku, kiedy to w protokolarzu miasta Pszczyny znalazła się wzmianka o uniczowskich lasach – jest to rachunek wystawiony przez Pszczynę dla furmana za przywiezienia drewna z uniczowskich lasów – ad borras in Unitzowy). Sama zaś nazwa Uniczowy pochodzi prawdopodobnie od imienia Unik, które przypuszczalnie nosił pierwszy osadnik. 
Rozpad Uniczowów na trzy osady (Podlesie, Zarzecze i Piotrowice) nastąpił w XV wieku (według innego źródła do rozpadu Uniczowów doszło już w 1270 roku, na wsie lokowane na prawie niemieckim). Z tego samego wieku pochodzi pierwsza wzmianka o wyodrębnionej z Uniczowów wsi Podlesie, natomiast w XVI wieku wspominane po raz pierwszy jest Zarzecze. Dnia 21 lutego 1517 roku książę cieszyński Kazimierz II sprzedał ziemię pszczyńską baronowi Aleksemu Thurzonowi. W dokumencie sprzedaży wymieniono wsie: Petrowicze Unitzowy, Podlesi Unitzowy i Zarzytsche Unitzowy. 
Mieszkańcy osad pochodzących z Uniczowów należeli do parafii św. Wojciecha w Mikołowie. Według wykazów dochodów diecezji krakowskiej w 1529 roku, Uniczowy dzieliły się na Wielkie (Uniczowy Maior) oraz prawdopodobnie też Małe, chociaż brak tej nazwy w omawianym wykazie. W urbarzu z 1536 roku wskazano, że w Uniczowach obok chłopów pańszczyźnianych gospodarstwa mieli również wolni sołtysi. W 1514 roku pierwszym wolnym i dziedzicznym sołtysem został Marcin Zarembiec z Podlesia. Ogółem w Uniczowach było wówczas 27 rodzin gospodarczych. W późniejszych latach zasiedlano puste wówczas gospodarstwa kmiecie i tworzono gospodarstwa zagrodnicze. W XVI wieku Uniczowy liczyły łącznie 39 gospodarstw. Pod koniec XVI wieku lub na początku XVII wieku w Uniczowach przeprowadzono akcję osiedlania chałupników.
Nazwa Uniczowy utrzymywała się do XVIII wieku. Obecnie jedynym śladem dawnego sołectwa jest ulica w centrum katowickiej dzielnicy Podlesie – ulica Uniczowska.